# Jules Plisson
Jules Plisson (Neuilly-sur-Seine, 20 de agosto de 1991) es un jugador francés de rugby que se desempeña como apertura.

## Carrera
Debutó en 2010 con el Stade Français durante la temporada 2010–11, actualmente es el apertura titular; puesto que alcanzó cuando Morné Steyn pasó a jugar de fullback en 2014 y al finalizar esa exitosa temporada renovó con el club hasta 2018.

## Selección nacional
Fue convocado a Les Bleus por primera vez en febrero de 2014 para enfrentar al XV de la Rosa por la primera jornada del Torneo de las Seis Naciones 2014, actualmente es el apertura titular. Hasta el momento lleva 15 partidos jugados y 66 puntos marcados.

## Palmarés
- Campeón de la Copa Desafío de 2016–17.
- Campeón del Top 14 de 2014–15.